# Erik Münter
Erik Münter (født 29. oktober 1920 i Odense, død 3. december 2006 i Charlottenlund) var en dansk landsretssagfører og modstandsmand.

## Karriere
Han var søn af civilingeniør Alexander Oppen Münter (1882-1951) og hustru Cæcilia født Andersen (1891-1939), blev student fra Odense Katedralskole 1939, cand.jur. fra Københavns Universitet 1946 og landsretssagfører 1950. I 1956 etablerede Münter i Dronningens Tværgade i København sin egen advokatvirksomhed, som med tiden blev til Kromann & Münter og senere igen til Kromann Reumert. Münters internationale udsyn og netværk gav advokatfirmaet en stærk international profil.

## Modstandsmand og agent
Under Besættelsen var Münter aktiv i modstandsgruppen Holger Danske (dæknavn: "Jens Hvid", "Hwiid") fra 1942 og måtte i oktober 1944 flygte til Sverige. Det lykkedes ham at komme til England og han var ca. seks måneder i 1944-45 udstationeret i Tyskland som Special Operations Executive-agent. Efter kapitulationen var Münter tjenstgørende som løjtnant i Field Security Sections, Intelligence Corps, fra maj til november 1945. Han modtog medaljen Commendation for Brave Conduct fra Storbritannien og var Ridder af Dannebrog.

## Tillidshverv
Münter var medlem af bestyrelsen for Juridisk Diskussionsklub 1942-44 og Secretary Treasurer af American Club i København 1955-60 (senere æresmedlem). Indehaver af firmaet Knud Andersen, Odense, der 1971 ændredes til Knud Andersen Bygningsartikler A/S, formand for dettes bestyrelse; medlem af bestyrelsen for Johanne og Ejnar Flach-Bundegaards Fond. Endvidere medlem af eller formand for bestyrelsen for en række erhvervsdrivende aktieselskaber, blandt andre F.L. Smidth & Co. A/S, hvor han fra 1987 var formand for bestyrelsen. Medlem af American Arbitration Association's International Panel of Arbitrators, af Translatørkommissionen 1968-74; censor ved Handelshøjskolens EK-eksamen fra 1969; medlem af bestyrelsen for Københavns Advokatforening fra 1970 og af Advokatnævnet fra 1971. Han sad i World Veteran Federations juridiske udvalg og var juridisk rådgiver for Frihedskampens Veteraner. 
Münter blev gift 7. april 1956 med Anne Whitaker (født 23. september 1921 i Beckenham, Kent, England), datter af forlagsdirektør Frank Whitaker (død 1962) og hustru Hilda født Thornton.